# Шиптары
Шиптары (сербохорв. Шиптари / Šiptari от алб. shqiptarët ʃcipˈtaɹət) — славянизированная форма самоназвания албанцев. В южнославянских языках (сербохорватском, македонском и др.) является пренебрежительным передразнивающим разговорным прозвищем этого народа, нежелательным в печати и вызывающим протесты на политическом уровне.

## Происхождение
Этникон «албаны» (др.-греч. Ἀλβανοί) впервые письменно зафиксировал, привязав его к местности у реки Дрин современной Центральной Албании, древнегреческий географ Птолемей во II веке н. э. С античных времён во всём албаноязычном ареале преобладали этнонимы на основе корня алб (а также видоизменённые арб, арв, арн — сохранившиеся в вариантах «арбанасы», «арбереши», «арваниты/арнауты»). Однако в конце XVIII века в Албании появилось, а в течение первой половины XIX века стало общепринятым самоназвание, производное от корня shqip, «албанский» (ʃcip).

Чёрный двуглавый орёл на флаге Албании

Слово shqip, согласно основной версии, производно от глагола shqipoj «говорить понятно», который был заимствован из лат. excipere «излагать, понимать, толковать». Лингвист Владимир Орёл полагает, что в данном случае было скалькировано самоназвание славян, которое, по наиболее распространённой версии, восходит к праслав. *sluti, «говорить понятно».
В рамках «народной этимологии» бытует и альтернативная версия происхождения — от существительных shqipe или shqiponjë («орёл»), тотема албанцев. Чёрный двуглавый орёл присутствовал на знамени Георгия Кастриоти, известного как Скандербег, основателя независимого государства в 1443 году. Самоназвание Албании (Shqipëria) переводится как «страна орлов». Учёные, однако, не рассматривают такую версию всерьёз.

## Употребление
В республиках Югославии этноним «шиптары» получил распространение во времена гитлеровской оккупации и первых послевоенных лет, причём тогда он не носил уничижительного характера и применялся в официальных документах (например, в ходе первой
послевоенной переписи населения 1948 года). Со временем название приобрело негативный оттенок и стало вызывать протесты — и с 1968 года в Югославии был официально закреплён единственный вариант «албанцы», а альтернативный выведен за пределы норматива.
Тем не менее, в публикациях на православных религиозных сайтах, выступлениях иерархов Сербской православной церкви (например, патриарха Павла), а также в сербских националистических кругах слово «шиптары» умеренно используется по-прежнему, как обиходное обозначение албанцев. Там указывают, что, поскольку последние сами называют себя шиптарами, это слово априори не может быть обидным. В примечаниях к «Меморандуму о Косове и Метохии» Священного Архиерейского Собора СПЦ разъясняется:

Коммунисты, и прежде всего албанские, навязали сербам то, что они не должны называть шиптар на Космете так, потому что это, якобы, «оскорбительное название», но должны называть их албанцами, чем внушалось, что и эта территория албанская.

Впрочем, официально СПЦ своей позиции по этому вопросу не высказывала. Никаких свидетельств того, что подобные подозрения имеют под собой рациональные основания, нет.
Иногда пейоратив «шиптары» употребляется лишь в отношении албанцев-мусульман, либо только косовских албанцев (косоваров). Такие вариации не общеприняты, но характеризуют расхожий образ албанца, каким он порой видится с точки зрения соседей-славян. «Русский журнал» в 1999 году писал:

Любой из сидящих под липой [сербов] может рассказать кое-что о шиптарах: что они люди без культуры, что они коварны, а к тому же и грязные. И что веками шиптары изгоняют сербов из Косова. Шиптары насиловали сербских женщин. Похищали мужчин и убивали их. И рожали детей, вместо того чтобы работать.

## Реакция
По сообщениям средств массовой информации, иногда печатные употребления слова в официальных изданиях периодически сопровождаются публичными скандалами. Так, в сентябре 2009 года выход в свет тома «Македонской энциклопедии» (издание Македонской академии наук и искусств), где албанцы удостоились эпитетов «шиптары» и «горцы», вызвал со стороны политических партий и общественных организаций страны, представляющих интересы её албанского нацменьшинства, шквал протестов и требований уничтожить тираж книги. Дело дошло до демонстраций под экстремистскими лозунгами в Тетове и Скопье и сожжения флага Македонии на городском стадионе Приштины в ходе футбольного матча между командами «Влазними» (Струга) и «Приштина».
В середине 1990-х годов в ходе освещения Косовской войны слово «шиптары» стало часто появляться в СМИ России, Украины и Белоруссии, в которых использовалось для придания тексту своеобразного колорита. Как правило, но не всегда, оно при этом сопровождается пояснением о своей просторечности и расшифровкой значения. В националистической печати распространено и намеренно уничижительное употребление понятия.